# Просвечивающий растровый электронный микроскоп
Просвечивающий растровый электронный микроскоп (ПРЭМ, РПЭМ, редко СТЭМ — сканирующий трансмиссионный электронный микроскоп, англ. scanning transmission electron microscope, STEM) — вид просвечивающего электронного микроскопа (ПЭМ). Как и в любой просвечивающей схеме освещения электроны проходят через весьма тонкий образец. Однако в отличие от традиционной ПЭМ в ПРЭМ электронный пучок фокусируется в точку, которой проводят растровое сканирование.
Обычно ПРЭМ — это традиционный просвечивающий электронный микроскоп, оснащенный дополнительными сканирующими линзами, детекторами и необходимыми схемами, однако также существуют и специализированные ПРЭМ приборы.

## История
Первый просвечивающий растровый электронный микроскоп был изобретен бароном Манфредом фон Арденне в 1934 году, когда работал в Берлине в компании Siemens. Однако, в то время результаты были незначительны по сравнению с просвечивающим электронным микроскопом, и Манфред фон Арденне проработал над ним только 2 года. Микроскоп был уничтожен при воздушной бомбардировке в 1944 году и фон Арденне не вернулся к работе над ним после Второй Мировой Войны.

## Коррекция аберраций и высокое разрешение
Применение корректора аберраций позволяет получить электронный зонд суб-ангстремного диаметра, что заметно увеличивает разрешение.
Достижение высокого разрешения требует также стабильных комнатных условий. Для получения изображений атомного разрешения комната должна быть ограничена от вибраций, температурных флуктуаций и внешних электромагнитных полей.

## Спектроскопия характеристических потерь энергии электронами(EELS)
СХПЭЭ (EELS) в режиме ПРЭМ стала возможна с добавлением соответствующего спектрометра. Высокоэнергетический сведённый электронный пучок в ПРЭМ несет локальную информацию об образце вплоть до атомного разрешения. Добавление СХПЭЭ позволяет производить определение элементов и даже дополнительные возможности в определении электронной структуры или химических связей атомных колонок.
Рассеянные на малые углы неупругие электроны используются в СХПЭЭ совместно с упруго рассеянными на большие углы электронами в ADF (кольцевой темнопольной ПРЭМ) позволяя получать оба сигнала одновременно.
Данная техника популярна в ПРЭМ микроскопах.